# Det unge Blod
Det unge Blod er en dansk stumfilm fra 1916 med instruktion og manuskript af Holger-Madsen.

## Handling
Denne artikel mangler et handlingsreferat. Hjælp os med at skrive det.

## Medvirkende
- Carl Lauritzen - Lensgreven
- Ebba Thomsen - Lydia, lensgrevens hustru
- Carlo Wieth - Grev Preben, lensgrevens nevø
- Frederik Jacobsen - Jean, lensgrevens kammertjener